# Seznam zimbabvejskih pisateljev
Seznam zimbabvejskih pisateljev.

## C
- Shimmer Chinodya
- Edmund Chipamaunga

## D
- Tsitsi Dangarembga

## E
- John Eppel

## H
- Chenjerai Hove

## K
- Alexander Kanegoni
- Wilson Katiyo
- Rory Kilalea

## L
- Doris Lessing

## M
- Nevanji Madanhire
- George Makana Clark
- Dambudzo Marechera
- Timothy O. McLoughlin
- Charles Mungoshi

## N
- Geoffrey Ndhlala
- Stanley Nyamfukudza

## P
- Batisai Parwada

## S
- Stanlake Samkange
- Ndabezinhle Sigogo

## T
- Thompson Kumbirai Tsodzo

## V
- Yvonne Vera

## Z
- Paul Tiyambe Zeleza
- Musaemura Zimunya